# Comté de Woodford (Kentucky)
Pour les articles homonymes, voir Comté de Woodford.
Le comté de Woodford est un comté de l'État du Kentucky, aux États-Unis, fondé en 1788. Son siège est situé à Versailles.

## Histoire
Fondé en 1798, le comté a été nommé d'après William Woodford.